# Sergio de Castro
Sergio de Castro, né à Buenos Aires le 15 septembre 1922 et mort à Paris 14e le 31 décembre 2012, est un peintre français d'origine argentine.

## Biographie
De parents argentins d'origine espagnole (Galice et Pays basque), Sergio de Castro est élevé en Suisse romande de 1923 à 1932. Il passe sept années en Argentine de 1942 à 1949. Il est naturalisé français en 1979. Sergio de Castro est un descendant des Fernández de Castro de la Maison de Castro, famille de la haute noblesse de Galice.
En 1939 il rencontre Joaquín Torres García, dont il suivra l'enseignement. Une correspondance s'établit entre eux de 1940 à 1949.
Il devient l'assistant de Manuel de Falla pendant dix-huit mois en 1945-46. En 1949 il vient à Paris en tant que boursier du Gouvernement Français pour parfaire ses études musicales. Il s'y installe en novembre 1949 et se consacre exclusivement à la peinture dès 1951. Castro obtient le prix Hallmark à New York en 1960. Le Pavillon d’Argentine l'accueille pour la 39e Biennale de Venise en 1980.
Sergio de Castro est professeur associé à la Faculté des sciences humaines de l'Université de Strasbourg de 1981 à 1986. Il a été élevé au grade d'officier de l'ordre des Arts et des Lettres en 1997.

## Œuvres monumentales
- Verrière de la Création du monde (1956-1958), 6 m de hauteur par 20 m de largeur. Il réalisa ce travail avec le maître verrier J. J. K. Ray (1898-1979). La verrière se trouve à l'église du Monastère des Bénédictines de Caen, dans le hameau de La Folie-Couvrechef, aujourd'hui intégré à la ville de Caen.
- Verrière de la Rédemption (1968-1969), 4,5 m de hauteur par 17 m de largeur, pour le temple luthérien Dietrich-Bonhoeffer-Kirche, à Hambourg-Dulsberg (Allemagne).
- Les prophètes (1978-1981), cinq vitraux pour fenêtres préexistantes de la Collégiale de Notre-Dame de l'Assomption à Romont, Fribourg (Suisse).
- Deux peintures murales pour le pavillon Martirené à l'hôpital Saint-Bois, à Montevideo (Uruguay), commande réalisée par Joaquín Torres García et ses élèves, dont Castro était le plus jeune.
- Peinture murale pour la bibliothèque de prêt de l'Yonne à Saint-Georges-sur-Baulche, Auxerre (France).
- Peintures murales pour le vestibule de l'entreprise Atochem à La Défense.

## Collections publiques
En Allemagne
- Hambourg, Dietrich-Bonhoeffer-Kirche : La Rédemption, 1968-1969, vitrail, 4,5 x 17 m. Architecte: Gerhart Laage.

En Autriche
- Vienne, Mumok : L'Atelier, été, 1964, huile sur toile, 130 x 195 cm[2]

En France
- Saint-Lô, musée des Beaux-Arts : l'artiste a fait une importante donation en 2006 de 220 œuvres réalisées de 1944 à 2004[3],[4].
- Auxerre, Saint-Georges-sur-Baulche, bibliothèque de l'Yonne : peinture murale, 1982
- Caen, monastère des Bénédictines du Saint Sacrement de Couvrechef : La Création du Monde, 1956-1958, vitrail, 6 x 20 m. Architecte: Jean Zunz. Cette œuvre fut réalisée dans les ateliers de J.J.K. Ray (1898-1979), peintre et maître verrier à Paris.
- La Défense, hall d'accueil de la société Atochem : cinq peintures murales et une sculpture mobile, 1987-1989

En Suisse
- Berne, Bibliothèque nationale suisse : lettres et œuvres de Sergio de Castro conservées dans le Fonds Georges Borgeaud[5]
- Romont, Fribourg, collégiale Notre-Dame-de-l'Assomption : Les Prophètes, 1978-1981, cinq vitraux

En Uruguay
- Montevideo, pavillon Martirené de l'hôpital Saint-Bois : Torres García et ses élèves, 1944, deux compositions murales

## Galerie

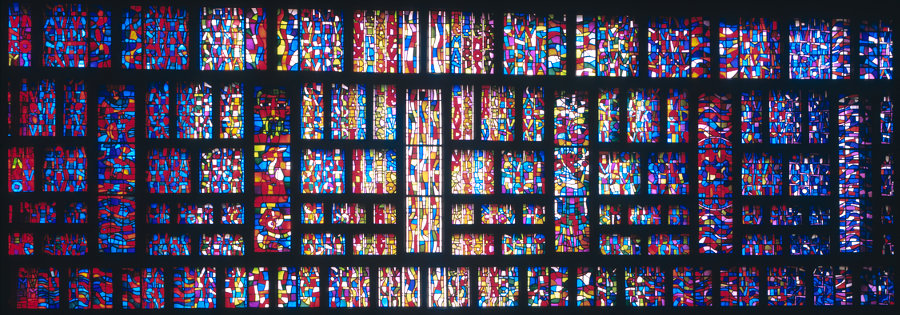
Verrière de la Création du Monde (1956-59). Église du Monastère des Bénédictines de Caen.
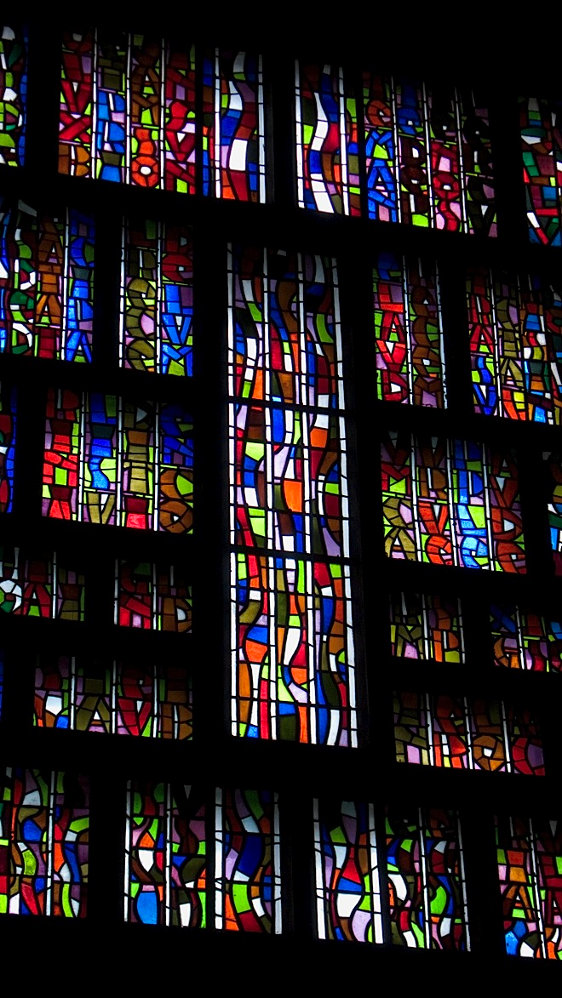
Septième jour de la Création: le Repos Divin (1956-59).
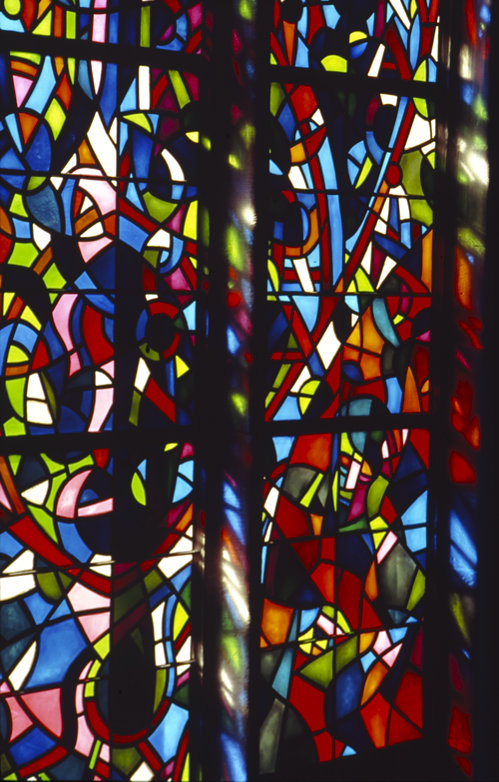
Vitrail de l'Arbre de Jessé - Isaïe (1980). Collégiale de Romont (Suisse).
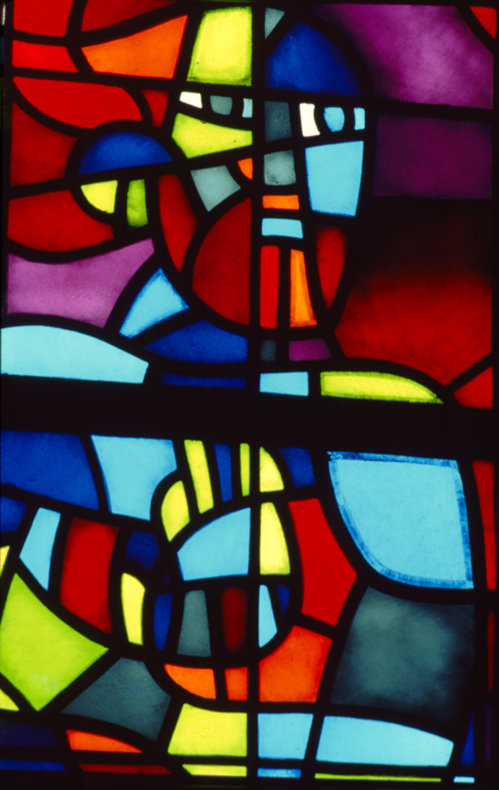
Détail de la fenêtre du signe de Jonas (1980). Collégiale de Romont (Suisse).
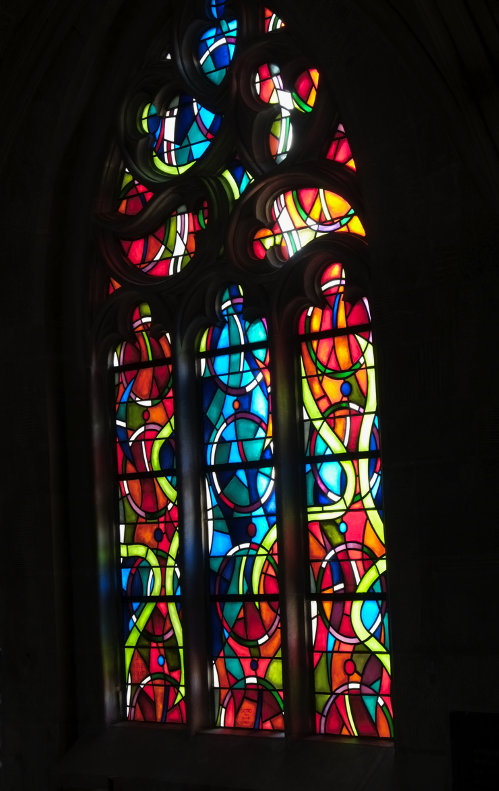
Fenêtre du Buisson Ardent - Moïse (1980). Collégiale de Romont (Suisse).
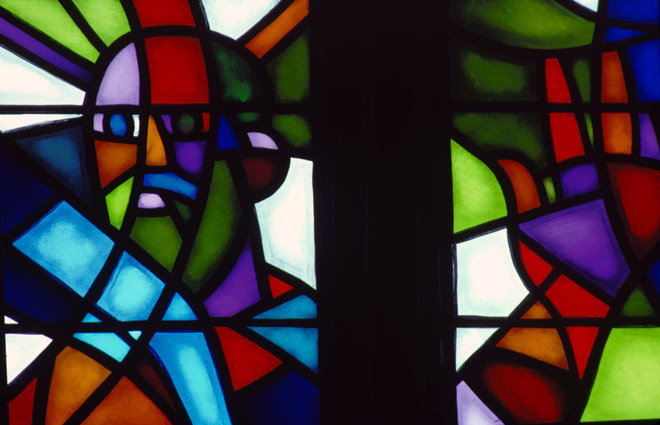
Détail du vitrail du Char d'Elie (1980). Collégiale de Romont (Suisse).

## Citations sur Sergio de Castro
« Castro, vous avez fait une Grande œuvre, haute, complète, concertée comme le jeu des mondes et des mots, une espèce de développement fort et simple comme l’univers passé par notre esprit ».
Fragment de la lettre de Pierre Lecuire à Sergio de Castro du 9 avril 1959, sur la verrière de La Création du Monde au monastère des Bénédictines de Caen.